# Friend (wspinaczka)

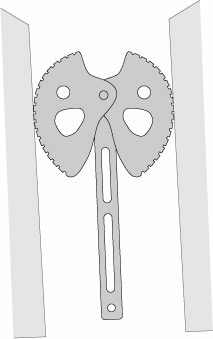
Friend umieszczony w pionowej szczelinie

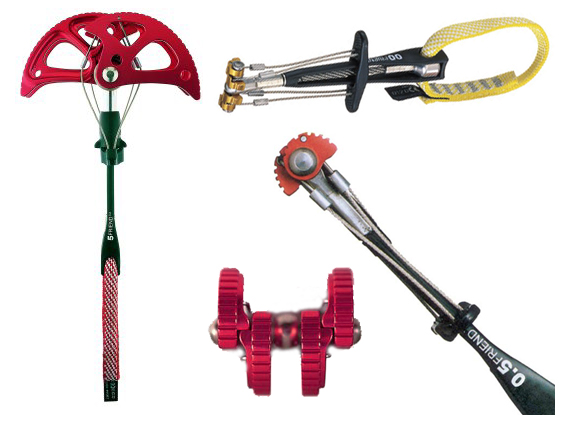
Friendy czterokrzywkowe widziane z różnych perspektyw.

Friend – krzywkowy przyrząd służący do zakładania punktów asekuracyjnych w szczelinach o różnej szerokości – w zakresie od 1 do 30 cm. W przeciwieństwie do haków ich zakładanie i zdejmowanie nie niszczy skały, co jest obecnie jednym z priorytetów we wspinaczce.

## Historia
Pierwowzorem obecnych friendów była Krzywka Abałakowa wymyślona przez rosyjskiego wspinacza Witalija Abałakowa.
Przyrząd ten był wzorowany na spirali logarytmicznej i w przypadku obciążenia przenosił siły na ściany szczeliny jednocześnie zapewniając stabilność przyrządu.
W 1973 Greg Lowe wystąpił w USA o patent na krzywkę Abałakowa obciążaną za pomocą cięgła.
Przyrząd składający się z kilku krzywek pierwszy opatentował w 1974 Ray Jardine i wymyślił dla niego nazwę handlową Friend.

## Nazwy handlowe
Nazwa Friend – powszechnie stosowana dla tego typu przyrządu – jest zastrzeżonym znakiem towarowym firmy Wild Country. Inne nazwy handlowe to: Camalot, Alien lub po prostu Cam (w języku angielskim krzywka). Często używany jest też skrót SLCD (ang. Spring-Loaded Camming Device).